# La Fête sauvage (bande originale)
Albums de Vangelis Papathanassiou
Albedo 0.39
(1976) Spiral
(1977)
La Fête sauvage est un album du compositeur grec Vangelis Papathanassiou, sorti en 1976. Il constitue la bande originale du film documentaire français du même nom de Frédéric Rossif, également sorti en 1976.

## Historique
Vangelis collabore à nouveau avec Frédéric Rossif, après Georges Mathieu ou la fureur d'être (1971), L'Apocalypse des animaux (1973), Georges Braque ou le temps différent (1975). Ils se retrouveront pour la série documentaire L'Opéra sauvage (1979) et le film Sauvage et Beau (1984).

## Liste des titres
| No | Titre              | Durée |
| -- | ------------------ | ----- |
| 1. | La Fête sauvage I  | 18:59 |
| 2. | La Fête sauvage II | 20:23 |

## Crédits
- Vangelis Papathanassiou : compositeur, arrangeur, producteur[3]
- Bernard Grilly : photographie